# Polowanie uporczywe

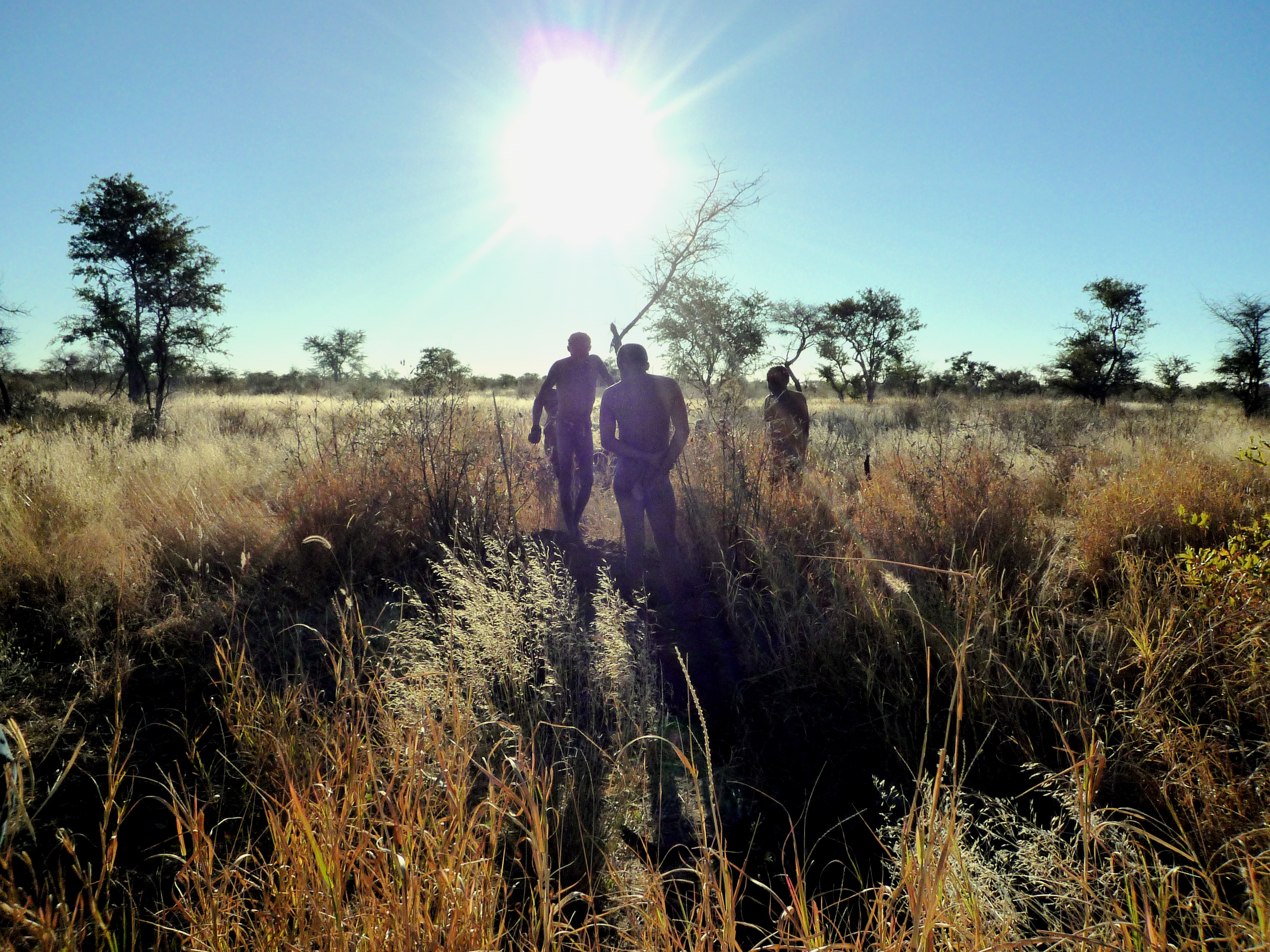
Buszmeni na polowaniu

Polowanie uporczywe (ang. persistence hunting) – rodzaj polowania wśród ludów pierwotnych, polegającego na ściganiu zwierzyny do jej wyczerpania (zwykle hipertermia, zob. hipoteza biegu wytrwałego w antropogenezie).

## Opis polowania
Polowanie polega na wielogodzinnym naprzemiennym gonieniu i tropieniu zwierzęcia, aż do jego zupełnego wyczerpania. 
Polowanie odbywa się często w temperaturze 40 °C. Człowiek dzięki swojej wytrzymałości kompensuje brak szybkości. Przypuszcza się, że jest to jeden z najstarszych sposobów polowania stosowany przez ludzi, poprzedzający wynalezienie miotanej broni myśliwskiej (bumerangów, dzirytów, włóczni czy proc). Prawdopodobnie miał on również istotny wpływ na ewolucję człowieka(zob. antropogeneza, hipoteza biegu wytrwałego). Obecnie tego typu metoda jest stosowana przez niektóre ludy zbieracko-łowieckie, jak Buszmeni na pustyni Kalahari oraz Indianie Tarahumara w Meksyku..